# Radomír Dudáš
Radomír Dudáš es un deportista eslovaco que compitió en esquí alpino adaptado. Ganó tres medallas en los Juegos Paralímpicos de Invierno en los años 2002 y 2006.

## Palmarés internacional
| Juegos Paralímpicos | Juegos Paralímpicos        | Juegos Paralímpicos | Juegos Paralímpicos              |
| Año                 | Lugar                      | Medalla             | Prueba                           |
| ------------------- | -------------------------- | ------------------- | -------------------------------- |
| 2002                | Salt Lake (Estados Unidos) | Medalla de plata    | Eslalon B1-2                     |
| 2002                | Salt Lake (Estados Unidos) | Medalla de bronce   | Eslalon gigante B1-2             |
| 2006                | Turín (Italia)             | Medalla de plata    | Supergigante discapacidad visual |